# コスモス1074号
コスモス1074号（ロシア語: Космос 1074）は1979年1月31日に打ち上げられたソユーズ宇宙船の無人試験機である。長期試験が目的であった。複数回に渡る軌道マヌーバを行った。

## ミッション情報
- 機体：ソユーズ7K-ST
- 重量：6850 kg[1]
- 乗員：なし
- 射場：バイコヌール宇宙基地31番射点[1]
- 打上げ：1979年1月31日[1]
- 着陸：1979年4月1日[2]